# Espace Claude Berri
L'espace Claude Berri est un lieu consacré à l'art contemporain ouvert à Paris par le cinéaste et producteur Claude Berri. Ouvert en 2008, il ferme ses portes après le décès de Claude Berri en 2009.

## Historique
Claude Berri ouvre tout d'abord, en 1990, un premier lieu d’exposition, Renn Espace, rue de Lille à Paris. Des artistes renommés y sont exposés, tels que Robert Ryman, Yves Klein, Daniel Buren, Sol LeWitt, Hiroshi Sugimoto, Simon Hantaï. Des artistes indiens sont également présents.
Ancien espace de mode, réaménagé par Jean Nouvel, l'espace ouvre ses portes le 21 mars 2008.
Le 12 janvier 2009, Claude Berri meurt. Cela met fin au projet et la galerie ferme ses portes.

## Emplacement et fonctionnement
La galerie est située au 4, passage Sainte-Avoie (entrée 8 rue Rambuteau), dans le Marais. l'espace Claude Berri s'étend sur une surface de 500 m2, dont 350 consacrés à l'exposition.
À mi-chemin entre la galerie et le centre d’art, elle fonctionne selon le principe de la carte blanche donnée à une personnalité du monde de l’art : artiste, critique ou galeriste. À ce titre, les expositions sont montées en collaboration et les bénéfices de la vente des œuvres partagés entre le cinéaste et les galeristes.

## Liste des expositions
- 2008
  - Gilles Barbier. Le cockpit, le vaisseau, ce qu’on voit depuis le hublot (21 mars - 10 mai)